# Папоротниковые
Па́поротниковые, или Настоя́щие па́поротники, или Многоножковидные, или Полиподиопсиды (лат. Polypodiópsida) — класс папоротниковидных растений.
Папоротниковые — гораздо более молодой и более крупный класс папоротников, нежели Мараттиевые — представители другого класса папоротниковидных. У всех настоящих папоротников листья-вайи несут спорангии со стенкой толщиной в одну клетку, и поэтому их называют тонкоспорангиатными. Большинство настоящих папоротников имеет специализированные структуры, способствующие раскрыванию спорангиев — так называемое кольцо, или отдельные группы толстостенных клеток. При высыхании спорангия тонкостенные клетки сжимаются быстрее, нежели стенки кольца, и благодаря этому стенка спорангия разрывается, освобождая споры.

## Классификация
В варианте, предложенном Аланом Р. Смитом (Калифорнийский университет в Беркли) с соавторами. Новая классификация основывается на филогенетических исследованиях, проведённых начиная с 1994 года.
- Порядок Osmundales — Чистоустовые, или Осмундовые
  - Семейство Osmundaceae — Чистоустовые, или Осмундовые

Порядок Осмундовые с единственным семейством того же названия — самая примитивная группа среди современных папоротников. Осмундовые — одна из древнейших групп настоящих папоротников — остатки растений, близких к этому семейству, встречаются уже в отложениях конца каменноугольного периода. Временем их расцвета был мезозой, а до наших дней дожило не так много представителей группы. Многие осмундовые имеют очень крупные листья, размер которых у осмунды королевской (Osmunda regalis L.) достигает двух метров. На листьях расположены не собранные в группы спорангии, не имеющие кольца (его роль играют две группы толстостенных клеток).
- Порядок Hymenophyllales — Гименофилловые
  - Семейство Hymenophyllaceae — Гименофилловые (= Trichomanaceae)

Гименофилловые папоротники иногда называют «плёнчатыми папоротниками», чем подчёркивается строение их тонких, прозрачных листьев, ткани которых подверглись значительной редукции в результате жизни во влажной среде. Гименофилловые приспособились к обитанию в очень тёмных и очень влажных местообитаниях — в нижних ярусах тропического леса, по берегам горных рек, на стволах околоводных деревьев, на камнях водопадов и т. п. В связи с приспособлением к подобным местообитаниям возникла специализация, которая привела к редукции как спорофита, так и гаметофита гименофилловых. Так, например, листья гименофилловых лишены устьиц и абсолютно проницаемы для воды. Поскольку такие листья так же легко теряют воду, как и её поглощают, Гименофилловые развили вторичную пойкилогидридность, позволяющую им переносить засушливые периоды без серьёзного вреда для своих клеток.
- Порядок Gleicheniales
  - Семейство Gleicheniaceae (= Dicranopteridaceae, Stromatopteridaceae)
  - Семейство Dipteridaceae — Диптерисовые (= Cheiropleuriaceae)
  - Семейство Matoniaceae — Матониевые

Папоротники из семейств Матониевые и Диптерисовые являются «живыми ископаемыми» — остатками когда-то очень богатой меловой флоры тропического пояса. Они сохранились отдельными островами на вершинах гор Индонезии и Новой Гвинеи, зачастую на расстоянии нескольких сотен километров друг от друга.
- Порядок Schizaeales — Схизейные
  - Семейство Lygodiaceae
  - Семейство Anemiaceae (Mohriaceae)
  - Семейство Schizaeaceae — Схизейные

Листья схизейных, как правило, разделены на спороносную и вегетативную части, причем спороносная часть может нисколько не напоминать лист, а быть похожей на палочки, спирали, кисточки и тому подобные структуры. Род Лигодиум (Lygodium Swartz) этого семейства отличается гигантскими листьями: их длина может достигать тридцати метров. Они способны к верхушечному росту (как и у большинства настоящих папоротников), что легко объясняет их возникновение.
- Порядок Salviniales — Сальвиниевые
  - Семейство Marsileaceae — Марсилиевые (= Pilulariaceae)
  - Семейство Salviniaceae — Сальвиниевые (= Azollaceae)

К порядку Сальвиниевые — водных папоротников — относится ряд приспособившихся к обитанию в воде и переувлажнённых местообитаниях папоротников, развивших разноспоровость. Развитие спор и строение заростков этих папоротников напоминает Selaginella — Селагинелла, или Плаунок, хотя никаких родственных отношений между этими группами нет. Таким образом, независимое возникновение разноспоровости у плауновидных и у настоящих папоротников представляет собой пример настоящей конвергенции. Наиболее распространенные роды сальвиниевых — Марсилия и Сальвиния. Первая представляет собой небольшие прибрежные и водные растеньица, больше всего напоминающие четырёхлистный клевер. Спорангии марсилии собраны под общей оболочкой в так называемый спорокарп, который обладает весьма сложными механизмами раскрывания. Сальвинии — это плавающие на поверхности воды ряскообразные (но значительно более крупные) растения с очень интересным диморфизмом листьев — два из трёх листьев в мутовке плавающие, фотосинтезирующие, а третий — корневидный, обеспечивающий устойчивость растения и всасывание воды. Кроме того, на нижней поверхности обычных листьев сальвинии развивается киль, а на верхней — блестящие водоотталкивающие клетки.
- Порядок Cyatheales — Циатейные
  - Семейство Thyrsopteridaceae
  - Семейство Loxomataceae
  - Семейство Culcitaceae
  - Семейство Plagiogyriaceae
  - Семейство Cibotiaceae
  - Семейство Cyatheaceae — Циатейные (= Alsophilaceae, Hymenophyllopsidaceae)
  - Семейство Dicksoniaceae (= Lophosoriaceae)
  - Семейство Metaxyaceae

Представители порядка Циатейные — так называемые древовидные папоротники, обитающие, как правило, в высокогорных туманных лесах, где испарение воды стеблем незначительно. Пробка у них не развивается, и это сильно ограничивает распространение циатейных. Вторичного утолщения коры представители этого порядка, в отличие от настоящих деревьев, не имеют, и древесина их состоит лишь из первичных тканей — проводящих пучков и отмерших клеток паренхимы.
- Порядок Polypodiales — Многоножковые
  - Семейство Lindsaeaceae (= Cystodiaceae, Lonchitidaceae)
  - Семейство Saccolomataceae
  - Семейство Dennstaedtiaceae Pic. Serm. — Деннштедтиевые (= Hypolepidaceae, Monachosoraceae, Pteridiaceae)
  - Семейство Pteridaceae (= Acrostichaceae, Actiniopteridaceae, Adiantaceae, Anopteraceae, Antrophyaceae, Ceratopteridaceae, Cheilanthaceae, Cryptogrammaceae, Hemionitidaceae, Negripteridaceae, Parkeriaceae, Platyzomataceae, Sinopteridaceae, Taenitidaceae, Vittariaceae)
  - Семейство Aspleniaceae A.B. Frank — Костенцовые
  - Семейство Thelypteridaceae Pic. Serm. — Телиптерисовые
  - Семейство Woodsiaceae — Вудсиевые (= Athyriaceae, Cystopteridaceae)
  - Семейство Blechnaceae (= Stenochlaenaceae)
  - Семейство Onocleaceae — Оноклеевые
  - Семейство Dryopteridaceae Herter — Щитовниковые (= Bolbitidaceae, Elaphoglossaceae, Hypodematiaceae, Peranemataceae)
  - Семейство Lomariopsidaceae (= Nephrolepidaceae)
  - Семейство Tectariaceae
  - Семейство Oleandraceae
  - Семейство Davalliaceae
  - Семейство Polypodiaceae — Многоножковые (= Drynariaceae, Grammitidaceae, Gymnogrammitidaceae, Loxogrammaceae, Platyceriaceae, Pleurisoriopsidaceae)

Порядок Многоножковые наиболее богат видами среди всего класса. К одноимённому семейству Многоножковые принадлежит, например, Многоножка, широко распространённая в горах Европы. Спорангии у многоножки собраны в округлые скопления — сорусы, а корневище покрыто многочисленными рыжими волосками, предохраняющими от излишнего испарения. Другой представитель семейства — Платицериум, или Олений рог, знаменит способностью образовывать себе ёмкость для питательного субстрата. Этот эпифитный папоротник имеет два типа листьев: обычные (вильчато рассечённые) и щитковидные, образующие «чехол» вокруг основания растения. Со временем внутри чехла накапливается перегной, и папоротник оказывается в «горшке», достигающем у некоторых экземпляров массы в 100 кг.

## Папоротники на почтовых марках

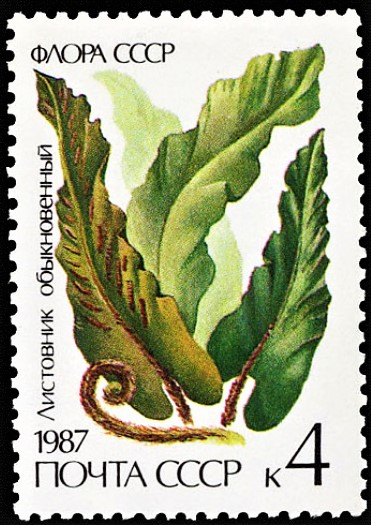
Листовник обыкновенный
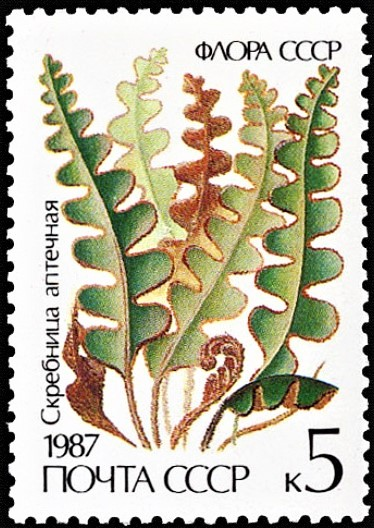
Скребница аптечная
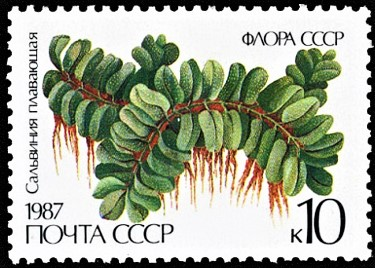
Сальвиния плавающая
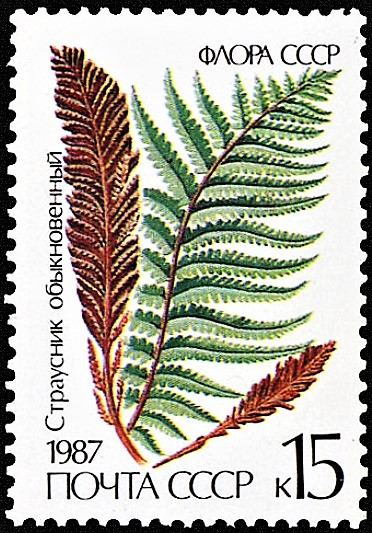
Страусник обыкновенный
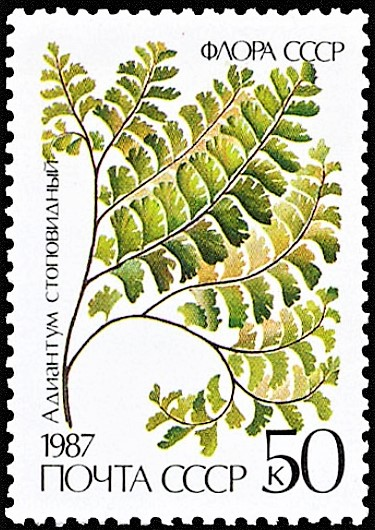
Адиантум стоповидный